# Szozomenosz
Szalminiosz Hermiasz Szozomenosz, általánosan elterjedt nevén Szozomenosz, olykor Szodzomenosz (ógörögül: Σωζομενός, latinul: Sozomenus), (400 körül – 450 körül) görög egyháztörténetíró.

## Műve
9 könyvből álló Egyháztörténetében a 325-től 425-ig terjedő korszakot dolgozta fel, erősen felhasználva Szókratész Szkholasztikosz hasonló munkáját. Szókratészhoz viszonítva sok új dokumentumot dolgozott bele művébe, ugyanakkor kevésbé kritikusan járt el. Művében a klasszikus historiográfia szabályait igyekezett követni. Szozomenosz Egyháztörténetét először Stephanus nyomtatta ki (Párizs, 1541) Szókratész Szkholasztikosz művével együtt. Magyar nyelvű kiadása nincsen.